# إدوارد وليامز (قاضي)
إدوارد وليامز (بالإنجليزية: Edward Williams)‏ هو محام بالقضاء العالي وقاضي أسترالي، ولد في 29 ديسمبر 1921 في Yungaburra ‏ في أستراليا، وتوفي في 10 يناير 1999.